# Zoran Zeljko
Zoran Zeljko (* 17. Oktober 1968 in Čapljina, Jugoslawien, heute Bosnien und Herzegowina) ist ein ehemaliger Fußballspieler.

## Karriere
Zeljko spielte in seiner Heimat Kassel in der Jugend beim CSC 03 Kassel. Für KSV Hessen Kassel, KSV Baunatal, SC Borussia Fulda und den FSC Lohfelden spielte der Torwart in der Oberliga Hessen, sowie mit Rot-Weiss Essen in der Regionalliga. In der Saison 1993/94 gehörte er zum Kader des MSV Duisburg in der 1. Bundesliga und kam zu sechs Einsätzen. 1995/96 war er beim 1. FSV Mainz 05 in der 2. Bundesliga, wurde aber nicht eingesetzt. Viermal spielte er im DFB-Pokal: dreimal 1990/91 mit KSV Hessen Kassel und einmal 1994/95 mit Rot-Weiss Essen.
Als Versicherungsverkäufer war Zeljko bei der MEG AG. Er tritt in dem Film Versicherungsvertreter – Die erstaunliche Karriere des Mehmet Göker auf.

## Erfolge
- 1994: 9. Platz in der 1. Bundesliga mit dem MSV Duisburg
- 2002: Meister und Aufstieg mit dem KSV Hessen Kassel in die Oberliga Hessen
- 2003: Vizemeister mit dem KSV Hessen Kassel in der Oberliga Hessen
- 2004: Vizemeister mit dem KSV Hessen Kassel in der Oberliga Hessen